# NGC 101
NGC 101 là một thiên hà xoắn ốc được ước tính cách khoảng 150 triệu năm ánh sáng trong chòm sao Ngọc Phu. Nó được John Herschel phát hiện vào năm 1834 và cường độ của nó là 12,8.